# Kolangar
Kolangar (persiska: كَلَنگَرز, كَلَنگَر, كُلَنگَز, كلنگر, كُلِنگَز, خُلَنگَرز) är en ort i Iran.   Den ligger i provinsen Zanjan, i den nordvästra delen av landet, 200 km väster om huvudstaden Teheran. Kolangar ligger 1 899 meter över havet och antalet invånare är 193.
Terrängen runt Kolangar är lite bergig.Runt Kolangar är det ganska glesbefolkat, med 29 invånare per kvadratkilometer. Närmaste större samhälle är Abhar, 10,6 km norr om Kolangar. Trakten runt Kolangar består i huvudsak av gräsmarker.